# HŽ serija 6112
HŽ serija 6112 je serija niskopodnog elektromotornog vlaka za regionalni promet proizveden je u konzorciju tvrtki TŽV Gredelj d.o.o. i Končar d.d., a za potrebe Hrvatskih željeznica – Putnički prijevoz prema ugovoru sklopljenom 2. studenoga 2009. godine.
Prije narudžbe Hrvatskih željeznica već je trajala proizvodnja vlakova istog tipa za potrebe Željeznica Federacije Bosne i Hercegovine.
Prototip vlaka za Hrvatske željeznice predstavljen je na sajmu InnoTrans 2010 u Berlinu u rujnu 2010., nakon čega je vlak vraćen u Končar gdje su svi ugrađeni podsustavi i sklopovi podvrgnuti detaljnom ispitivanju kako bi se osigurali uvjeti za puštanje vlaka u promet. Vlaka je imao prvu pokusnu vožnju prema Koprivnici 17. veljače 2011. godine.
Od 7. srpnja 2011. dnevno prometuje na liniji Zagreb-Vinkovci.
Prototip elektromotornog vlaka za regionalni promet izveden je kao niskopodni, četverodijelni duljine 75 m, a predviđen je za regionalni promet po prugama koje su elektrificirane sustavom napajanja 25 kV 50 Hz i prilagođene brzinama do 160 km/h. Sanduk je četverodijelna zavarena čelična konstrukcija povezana zglobovima. Na konstrukciju se lijepe oplate, izvedene iz aluminijskih sendviča, te prozori. Sva postolja imaju sustav zračnog ovjesa, dva krajnja okretna postolja su pogonska, a tri slobodna postolja su Jacobs tipa.
Trofazni asinkroni vučni motori, napajani iz elektroničkih IGBT pretvarača, omogućuju visoka ubrzanja u pokretanju i vožnju maksimalnom brzinom od 160 km/h. Sustav upravljanja i dijagnostike je VCU mikroprocesorski sustav, povezan s podsustavima vlaka komunikacijskim protokolima koji omogućuje povezivanje do tri vlaka u jednu kompoziciju.
Ukupni kapacitet mu je 432 putnika od kojih 192 na sjedaćim mjestima 2. razreda, a 20 na sjedaćim mjestima 1. razreda. Za 220 stajaćih mjesta predviđen je raspored od po četiri osobe po kvadratnom metru. Vlak je opremljen s dva sanitarna čvora vakuumske izvedbe od kojih je jedan prilagođen osobama smanjene pokretljivosti. Prostor za putnike je jedinstvena cjelina duž cijelog vlaka, bez pregrada i stepenica, funkcionalno je opremljen i u cijelosti klimatiziran, a prostor za ulazak putnika i pokretna vrata omogućavaju brzu izmjenu putnika u kolodvorima i na stajalištima. Visina poda optimalna je za perone visine 550 mm. Vlak ima 8 vrata za brzu izmjenu putnika (po 2+2 vrata na svakom modulu).

## Serija 6112-101
Vlak serije 6112-101 je prototip elektromotornog vlaka za gradsko-prigradski prijevoz. Radi se o četverodijelnoj kompoziciji namijenjenoj za gradsko-prigradski putnički promet s dvije motorne jedinice i dva središnja modula. Moduli su:
- A/B Krajnji pogonski modul s upravljačnicom. Jednim je krajem oslonjen na pogonsko okretno postolje, a drugim na nosivo međupostolje na spoju dva modula. Sva pogonska oprema smještena je u sanduku EMV-a iznad pogonskog okretnog postolja. Ostali prostor u sanduku je niskopodni putnički prostor. U pogonskom modulu je ugrađena oprema elektromotornog pogona instalirane snage 1050 kW s dva vučna elektromotora. Modul je opremljen s parom dvostrukih vrata širine 1300mm te sjedištima višeg komfora prilagođenih regionalnom prijevozu. Vlak je 5. rujna počeo s redovitom vožnjom u gradsko-prigradskom prijevozu Grada Zagreba na relaciji Dugo Selo – Savski Marof (Harmica) i natrag.[4]

- C1/C2 Putnički modul. Ugrađuje se između krajnjih modula s upravljačnicama te se oslanja na dva međupostolja na spojevima dvaju modula. Modul je kompletno niskopodni. Modul je opremljen s parom dvostrukih vrata te sjedištima višeg komfora prilagođenih regionalnom prijevozu. Sjedala su uglavnom izvedena kao dvosjedi, osim u dijelu prostora namijenjenog smještaju osoba s invaliditetom u kolicima te roditeljima s djecom u kolicima gdje su ugrađeni jednosjedi i preklopna sjedala.

Kompletan pogon EMV-a je koncipiran tako da se sastoji iz dvije nezavisne pogonske jedinice. U slučaju kvara jednog od pogonskih modula on se može isključiti, a EMV može nastaviti vožnju, ali uz smanjena ubrzanja. I vučom i kočenjem EMV-a upravlja se preko iste upravljačke ručice. U slučaju da je električna rekuperativna kočnica kontrolerom sposobna ostvariti zadanu silu kočenja, uključuje se samo ona. Ne može li se zadana sila kočenja ostvariti samo elektrokočnicom, uključuje se i pneumatska kočnica EMV-a. upravljanje EMV-om je riješeno tako da omogućuje povezivanje tri EMV-a u jednu cjelinu preko automatskih kvačila. Upravljanje ovako povezanim EMV-ima je identično kao da se vozi pojedinačno, a preko PC panela i signalne ploče strojovođa dobiva podatke i vrši nadzor pogona svih EMV-a u kompoziciji. Pogon EMV-a je asinkroni s dva pogonska motora snage 525 kW po pogonskoj jedinici te s rekuperativnom kočnicom. Svi uređaji sadrže memoriju kvarova, a njima se upravlja mikroprocesorski.
U svrhu zagrijavanja putničkih prostora ugrađuju se grijani podni paneli. Svaka od upravljačnica ima zaseban sustav kondicioniranja zraka (klima-uređaj s mogućnošću predgrijavanja svježeg zraka, rashlađivanja kao i zagrijavanja prostora upravljačnice) te podni grijač kao dopunu. Svaki pogonski modul s obje vanjske bočne strane upravljačnice ima ugrađenu video kameru za praćenje ulaza ili izlaza putnika, a za vrijeme vožnje i stanje EMV-a izvana. U svakom modulu ugrađene su i dvije kamere za unutarnji nadzor.

## Glavne tehničke karakteristike
- Širina kolosijeka: 1435 mm
- Napon napajanja: 25 kV, 50 Hz
- Raspored osovina: Bo'2'2'2'Bo
- Mjesta za sjedenje:

- prvi razred: 20
- drugi razred: 192

- Visina poda: 600 mm
- Širina vrata: 1300 mm
- Dužina preko kvačila: 75 m
- Širina vozila: 2885 mm
- Visina sa spuštenim pantografom: 4280 mm
- Maksimalna snaga na kotačima: 2000 kW
- Vučna sila pri pokretanju 200 kN
- Maksimalno ubrzanje pri punom opterećenju: >1 m/s2
- Maksimalna brzina: 160 km/h

## Vanjske poveznice
- Niskopodni regionalni elektromotorni vlak, Končar - Električna vozila  Arhivirana inačica izvorne stranice od 25. siječnja 2011. (Wayback Machine)
- Niskopodni elektromotorni vlak za regionalni promet, TŽV Gredelj[neaktivna poveznica]
- Niskopodni vlak od danas vozi na relaciji Zagreb – Vinkovci